# Julia Taylor
Julia Taylor (Budapest, 3 novembre 1978) è un'ex attrice pornografica ungherese, attiva tra il 1998 ed il 2012.

## Biografia
Ha lavorato soprattutto per la Private Media Group con la quale ha girato i suoi film più conosciuti nel ruolo di Cleopatra in Private Gold #61: Cleopatra e Private Gold #64: Cleopatra #2 – The Legend of Eros, diretti dal regista italiano Antonio Adamo.
Tra i suoi film troviamo Emotions, (2003) un video di cui lei è coprotagonista insieme a Sandy, diretto da J.F. Romagnoli e distribuito dalla Preziosa di Roma.
Nel marzo 2006 ha vinto il premio Gran Prixx Misex.

## Filmografia parziale
- 2 on 1 2
- 48 Ore (ATV)
- Fallo da rigore (Showtime)
- Impulsi passionali (Pinko)
- Intimità proibite di due giovani casalinghe (Mario Salieri)
- Pink Hotel On Butt Row 2 (Evil Empire Evil Angel)
- Roma (Altri)
- The Uranus Experiment (New Edition) (Private)
- Yasmine sex for cash luxury hotel (Marc Dorcel)
- Addiction (Private Black Label)
- Addio al nubilato (Top Line)
- Ass Traffic 4 (Evil Empire Evil Angel)
- Big member (Private Gold)
- Calendar Girl (Private Gold)
- Capodanno in casa Curiello (Mario Salieri)
- Casinò (Mario Salieri)
- Castings X 35 (Private Casting)
- Cleopatra (Private)
- Cleopatra (Private Gold)
- Cleopatra 2 The Legend of Eros (Private Gold)
- Cleopatra Special Edition (Private)
- Colpi di pennello (Preziosa Video)
- Computerized Sex (Private)
- Computerized Sex Cravings (Private Black Label)
- Cum guns (Private)
- Desiderando Giulia (Showtime)
- Desiderio anale 2 (Top Line)
- Discovering Priva (Private Movies)
- Divina (Mario Salieri)
- Doposcuola (Mario Salieri)
- Doppio Castigo anale (Blue Movie)
- Emotions (Preziosa Video)
- Euro Angels #19 (Blue Movie)
- Furious Fuckers (Evil Empire Evil Angel)
- Ho vinto al super enalotto e adesso me le fotto (Mario Salieri)
- I pensieri delle donne (Altri)
- Il settimo paradiso (Stars Pictures)
- Infedele (Altri)
- Inferno & Paradiso (Mario Salieri)
- Ingenui turisti (Mario Salieri)
- La banda del sabato sera (999)
- La lunga notte di Cristina (999)
- Latex sex (Private)
- Le più scopate europee (Top Line)
- Mafia princess (Private Gold)
- Maruzzella (Mario Salieri)
- Meet the fuckers 05 (Zero Tolerance)
- Millennium (Preziosa Video)
- Miserie e Nobiltà (Mario Salieri)
- Pleasure Island (Private)
- Private eye (Private Gold)
- Private Life Of Julia Taylor (The Private Life Of)
- Private Platinum 1 & 2 (Private)
- Redheads On Fire (Private)
- Rocco destinazione culo (Rocco Siffredi Production)
- Rocco e le storie anali 4 (E.P.M.)
- Rubber Kiss (Private)
- Sacro e profano (Altri)
- Sci-fi-sex (Private Gold)
- Sempre nel culo (Preziosa Video)
- Sexy Santa (Private Black Label)
- Sexyssimo DVD 4 Pack (Private Gold)
- Stavros (Mario Salieri)
- Stavros (Mario Salieri)
- Stavros 2 (Mario Salieri)
- Storie di caserma 1 (Mario Salieri)
- The country teacher (999)
- The legend of the black pirate (999)
- The Private life of Claudia Jamsson (The Private Life Of)
- The Private Life of Jessica May (The Private Life Of)
- The Private Life of Maria Bellucci (Private)
- The Private Life of Sandy Style (The Private Life Of)
- The Uranus Experiment 3 (Private Black Label)
- Three Timing (Digital Playground)
- Tribute to Monica Roccaforte n. 2 (Mario Salieri)
- Uranus Experiment Trilogy DVD-pack (4 discs) (Private)
- Una supplente in provincia (Mario Salieri)
- Vacanze di capodanno (Mario Salieri)
- Vi presento mia moglie (Mario Salieri)
- La leggenda del pirata nero (Mario Salieri)

## Riconoscimenti
- European X Award 
  - 2004 – Best Supporting Actress (Hungary)[2]

- Venus Awards
  - 2003 – Miglior attrice europea